# Diplosmittia beluina
Diplosmittia beluina är en tvåvingeart som beskrevs av Andersen 1996. Diplosmittia beluina ingår i släktet Diplosmittia och familjen fjädermyggor.
Artens utbredningsområde är Costa Rica. Inga underarter finns listade i Catalogue of Life.